# Isak Abrahamsen
Isak Abrahamsen (født 28. april 1891 i Bergen, død 29. april 1972 i Oslo) var en norsk gymnast, som deltog i OL 1912 i Stockholm.
Ved OL 1912 var han med for Norge i holdkonkurrencen i frit system. Nordmændene vandt konkurrencen med 22,85 point, mens Finland på andenpladsen fik 21,85 og Danmark på tredjepladsen 21,25 point.